# پان امریکن ورلد ایرویز

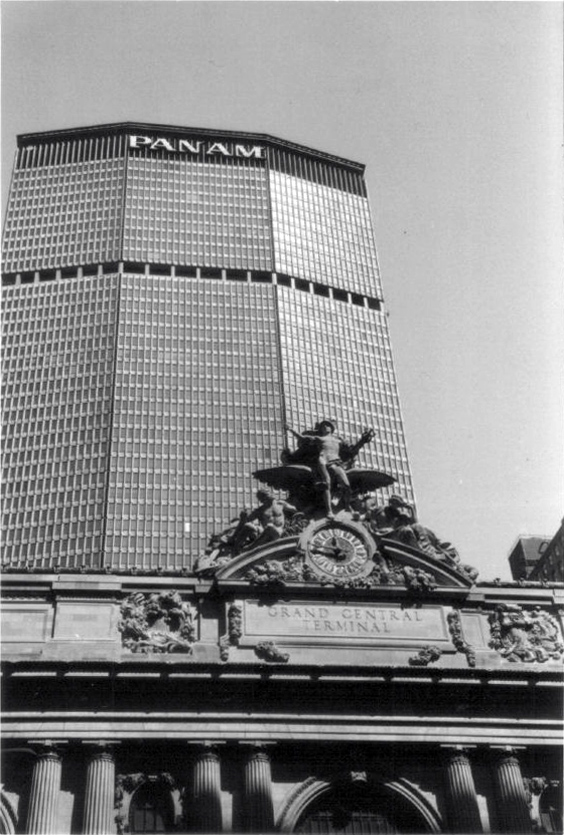
ساختمان پن ام در سال ۱۹۸۰. سردر ترمینال گراند سنترال در پایین تصویر دیده‌می‌شود.

پان امریکن ورلد ایرویز (به معنی خطوط هوایی سراسری آمریکا) که معمولاً با پن ام شناخته می‌شود، شرکت اصلی ترابری هوایی آمریکا از اواخر ۱۹۲۰ تا فروپاشی آن در ۴ دسامبر ۱۹۹۱ بود. این شرکت در سال ۱۹۲۷ به عنوان شرکت پست هوایی و خدمات مسافری که در میان کی وست (به انگلیسی: Key West, Florida)، فلوریدا، هاوانا و کوبا فعالیت می‌کرد، تأسیس شد. این شرکت به اعتبار نوآوری‌های بسیاری که صنعت هوایی بین‌المللی را شکل داد و شامل استفاده گسترده‌ای از هواپیمای جت، جمبو جت‌ها و سیستم‌های رزرو کامپیوتری می‌شد، به شرکت عظیمی مبدل شد.
این شرکت به وسیله لوگوی آبی رنگ جهانی خود و استفاده از کلمه «کلیپر» (به انگلیسی: Clipper) در نام‌های هواپیما و کدهای نام گذاری، به عنوان نماد فرهنگی قرن ۲۰ و حامل پرچم غیررسمی ایالات متحده آمریکا شناخته شد.

## رویداد تروریستی لاکربی
پرواز شماره ۱۰۳ خطوط هوایی آمریکا یکی از پروازهای این شرکت بود که در روز چهارشنبه، ۲۱ دسامبر ۱۹۸۸ از فرودگاه هیترو لندن به مقصد فرودگاه بین‌المللی جان اف کندی نیویورک در حال پرواز بود. هواپیمای بوئیگ ۷۴۷–۱۲۱ با شماره دم N739PA بر فراز این مسیر در حال حرکت بود که توسط بمب با ۲۴۳ مسافر و ۱۶ نفر خدمه متلاشی شد. ۱۱ نفر هم در لاکربی در جنوب اسکاتلند به هنگام سقوط این هواپیما در این شهر و ویران کردن چند خانه جان خود را از دست دادند تا مجموع قربانیان این حادثه به ۲۷۰ نفر برسد؛ به همین دلیل نیز این حادثه با عنوان سانحه لاکربی نیز شناخته می‌شود. دولت‌های ایالات متحده آمریکا و بریتانیا، لیبی را مسئول این بمب‌گذاری معرفی کردند که منجر به تحریم‌های بین‌المللی علیه این کشور شد. در سال ۲۰۰۳ لیبی رسماً مسئولیت این بمب‌گذاری را بر عهده گرفت. عبدالباسط المقراحی تنها فردی است که راجع به این حمله تروریستی محکوم شده است.

## ناوگان

### ۱۹۹۰
| هواپیما    | در خدمت | سفارش‌ها | مسافر | مسافر | مسافر | مسافر | یاداشت‌ها                                                |
| هواپیما    | در خدمت | سفارش‌ها | F     | C     | Y     | Total | یاداشت‌ها                                                |
| ---------- | ------- | ------- | ----- | ----- | ----- | ----- | ------------------------------------------------------- |
| ایرباس-۳۰۰ | ۱۲      | —       | —     | ۲۴    | ۲۳۰   | ۲۵۴   |                                                         |
| ایرباس-۳۱۰ | ۷       | —       | —     | ۱۸    | ۲۰۷   | ۲۲۵   |                                                         |
| ایرباس-۳۱۰ | ۱۲      | —       | ۱۲    | ۳۰    | ۱۵۴   | ۱۹۶   |                                                         |
| بوئینگ ۷۲۷ | ۹۱      | ۹       | —     | ۱۴    | ۱۳۱   | ۱۴۵   | Orders for used aircraft                                |
| بوئینگ ۷۳۷ | ۵       | —       | —     | ۲۱    | ۹۵    | ۱۱۶   |                                                         |
| بوئینگ ۷۴۷ | ۱۸      | —       | ۳۹    | ۵۲    | ۲۸۶   | ۳۷۷   | ۱۹۸۹ seating configuration (for South American flights) |
| بوئینگ ۷۴۷ | ۷       | —       | ۲۱    | ۴۴    | ۳۴۷   | ۴۱۲   | ۱۹۸۷ seating configuration                              |
| Total      | ۱۵۲     | ۹       |       |       |       |       |                                                         |

| هواپیما                    | در خدمت | سفارش‌ها |
| -------------------------- | ------- | ------- |
| ATR 42–300                 | ۸       | ۳       |
| De Havilland Canada Dash 7 | ۱۰      | —       |
| کل                         | ۱۸      | ۳       |

### تاریخچه ناوگان
همه هواپیمایی که تا انحلال توسط پان آمریکن مورد استفاده قرار گرفته‌اند:
Poria. Keshtkar